# Melanophryniscus moreirae
Melanophryniscus moreirae (tên tiếng Anh là Maldonada Redbelly Toad) là một loài cóc thuộc họ Bufonidae.
Đây là loài đặc hữu của Brasil.
Môi trường sống tự nhiên của chúng là đồng cỏ nhiệt đới hoặc cận nhiệt đới vùng đất cao, đầm nước, và đầm nước ngọt có nước theo mùa.